# Giuseppe Capograssi
Giuseppe Capograssi (Sulmona, 21 de março de 1889 – Roma, 23 de abril de 1956) foi um jurista e filósofo italiano que se ocupou principalmente da filosofia do direito.

## Biografia
Giuseppe Capograssi nasceu em Sulmona numa antiga família nobre que veio da província de Salerno em 1319. Licenciou-se em Direito em Roma, em novembro de 1911, defendendo a tese sobre "O Estado e a História", na qual já aflora as problemáticas ligadas às relações entre o indivíduo, a sociedade e o Estado: problemáticas que empenharam toda a sua actividade de estudioso. 
Após ter exercido advocacia, iniciou a carreira académica na Universidade de Sassari, depois ensinou na Universidade de Macerata onde foi nomeado reitor, transferiu-se então em 1938 para Pádua, depois em 1940 para Roma, daí para Nápoles, onde esteve por uma década na Universidade de Nápoles Federico II, e, decorrido este período mudou-se de novo para Roma. 
Pouco antes de sua morte foi nomeado juiz do Tribunal Constitucional. Foi um dos fundadores da União de Juristas Católicos Italianos, da qual foi o primeiro presidente.

## Obras
- Fede e scienza, 1912
- Saggio sullo Stato, 1918
- Riflessioni sull'autorità e la sua crisi, 1921
- Analisi dell'esperienza comune, 1930
- Studi sull'esperienza giuridica, 1932
- Introduzione alla vita etica, 1953
- Il problema della scienza del diritto, 1937
- Incertezze sull'individuo, Giuffrè, Milano, 1969
- Pensieri a Giulia, 1918-1924

(Pensamentos a Júlia) é uma compilação de escritos de Capograssi destinados à sua futura mulher Giulia Ravaglia, de 1918 até ao seu casamento em 1924, que foram posteriormente publicados.